# Naosap Mud Lake
Naosap Mud Lake är en sjö i Kanada.   Den ligger i provinsen Manitoba, i den centrala delen av landet, 2 100 km nordväst om huvudstaden Ottawa. Naosap Mud Lake ligger 325 meter över havet. Arean är 0,75 kvadratkilometer. Den ligger vid sjön Naosap Lake. Den sträcker sig 1,3 kilometer i nord-sydlig riktning, och 1,0 kilometer i öst-västlig riktning.
I omgivningarna runt Naosap Mud Lake växer i huvudsak barrskog. Trakten runt Naosap Mud Lake är nära nog obefolkad, med mindre än två invånare per kvadratkilometer.